# Речинський Станіслав Фредович
Станіслав Фредович Речинський (нар. 10 травня 1963, м. Майкоп, Адигея, РСФСР) — головний редактор сайту ОРД. Радник Міністра внутрішніх справ України Арсена Авакова в 2014-2019 роках.

## Життєпис
Живе в Києві з 1975 року. Після закінчення середньої школи № 24 вступив до 2-го Київського медичного училища. За рік його відрахували за бійку з викладачем. В 1982–1984 роках служив в Афганістані, у провінції Кундуз, в лавах Радянської армії у складі Обмеженого контингенту радянських військ в Афганістані. 1986-го вступив на факультет російської філології Київського національного університету імені Тараса Шевченка. Був однокурсником Дмитра Корчинського
З 1991 року писав статті для російськомовних ЗМІ (Наприклад: Речинский С. Портрет на фоне: подтекст в романе М. Булгакова "Мастер и Маргарита" // Русский язык и литература в средних учебных заведениях УССР. 1991. №11. С. 71-74; Речинский С. " В память вечную будет праведник " // Укр. Правосл. Вестник. No4. 1991 , июль; Речинский С. Отец Михаил Едлинский // Вестник русского христианского движения. — 1992 , No 165. С. 226-23).
У 1991-1992 роках згадувався, як співробітник видавничого відділу УПЦ-МП.
У 1994-1995 роках згадувався, як постійний автор і головний редактор журналу "Християнський вісник" - друкованого органу Києво-Житомирської дієцезії Римсько-Католицької Церкви. Зокрема, там опублікував російськомовну статтю "Старец" (Християнський Вісник (часопис Житомирської дієцезії Римсько-Католицької церкви). - No13 (квітень-березень ). - 1995. - C. 27-29).
У 1996-1998 роках був київським кореспондентом московського екуменічно-релігійного журналу "Истина и жизнь", який видавав московський монастир ордену домініканців (першою публікацією стала стаття: Речинский С. В память вечную будет праведник // Истина и жизнь. 1996. №9. С. 30-35).
Паралельно, у 1997-1998 роках Речинський співпрацював з київською проросійською газетою "Регион", а також з московським виданням "Независимая газета. Религии".
У 1997 році, підтримавши анафематствування Філарета (Денисенка) Московським Патріархатом, у журналі Київського Іонинського монастиря "Троїцький вісник" Речинський опублікував українофобську за змістом статтю (Речинский С. О "национальной подлости" малоросов, или Филарет как зеркало украинского патриотизма // Троїцький вісник. 1997.- 13 березня).
Речинський у 1998 р. стояв біля витоків створення сайту «Православіє в Україні», коли став того ж року прес-секретарем Блаженнішого Митрополита Володимира. Як згадував Речинський: «Ініціатором наших ділових і творчих стосунків став отець Георгій Коваленко. Саме його віра у необхідність існування цього проекту і дала йому життя. Тому що 10 років тому Інтернет для православних був явищем новим та оцінювався досить неоднозначно. Я на той час уже мав досвід роботи в Інтернет-агентстві й розумів, що це є, насамперед, необхідною формою місіонерської діяльності».
Паралельно з роботою у прес-службі УПЦ-МП, був працівником «Финансовых ведомостей», та «Всеукраинских ведомостей» до 2001 року.
У 2001-2004 роках та у 2005-2006 роках був журналістом газети Блоку Юлії Тимошенко "Вечірні вісті".
На початку 2002 року Управління охорони пам'яток історії, культури та історичного середовища Київської міської державної адміністрації звернулось до суду з позовом до Товариства з обмеженою відповідальністю «Редакційна Рада» про захист ділової репутації, мотивуючи свої вимоги тим, що 6 листопада 2001 року в газеті «Вечірні вісті» за № 167 / 633 / була опублікована стаття під назвою «С кладбища сняли надгробия и закатали асфальтом. Под ним скрыты останки сотен людей», при цьому, у даній статті її автор Святослав Речинський начебто розповсюдив недостовірні відомості, які порочать ділову репутацію позивача. 29 грудня 2002 року Печерський районний суд м. Києва постановив у задоволенні позову Управління охорони пам'яток історії, культури та історичного середовища Київської міської державної адміністрації до Товариства з обмеженою відповідальністю «Редакційна Рада» про захист ділової репутації, відшкодування моральної шкоди — відмовити.
З травня по вересень 2005 року був керівником прес-служби СБУ, при цьому прес-секретарем Голови СБУ залишалася журналістка Остапенко Марина Миколаївна. Висловлювалося примущення, що Речинського призначили на цю посаду за ряд резонансних публікацій про попереднього голову СБУ Смешка.
При цьому сайт Речинського ОРД був перереєстрований на іншу особу, за деякими припущеннями — підставну, тому що більшу частину статей й надалі писав Речинський. Активність Речинського на сайтах ОРД та «Біла стріла» згодом була використана його опонентами для того, щоб вимагати його відставки з посади голови прес-служби СБУ. Зокрема, блогер Іван Немерний так коментував діяльність Речинського: «В этой связи, хотелось бы поинтересоваться у г-на Турчинова: каким именно „правовыми нормами“ предусмотрено функционирование под крышей пресс-службы СБУ „анонимных“ сайтов компромата „ОРД“ и „Белая Стрела“? Как расценивать тот факт, что в последних публикациях Речинского напрямую разглашается тайна следствия, а также служебная информация, местами представляющая государственную тайну? Понимает ли руководитель СБУ, что деятельность его подчиненного по размещению в интернете заказных публикаций однозначно квалифицируется действующим законодательством как совокупность должностных преступлений, а именно — взяточничество и злоупотребление служебным положением?»
Також з квітня по вересень 2005 року займав посаду начальника Управління взаємодії із засобами масової інформації та зв'язків з громадськістю СБ України, а з жовтня 2005 року працює оглядачем газети «Вечірні вісті».
В ефірі телеканалу «1+1» у програмі «Іду на Ви» 19 вересня 2005 року екс-секретар РНБО Петро Порошенко заявив, що пан Речинський збирав компромат на нього за вказівкою екс-глави СБУ Олександра Турчинова і що за це отримував відповідну винагороду, серед якої квартира у Києві. За словами Порошенка, Генпрокуратура України не має доказів про його причетність до корупції, а всі звинувачення ґрунтуються на виписках з інтернет-сайту «Україна кримінальна». «Окрім інтернет-роздруків Речинського, який працював прес-секретарем Турчинова, в слідчих більше нічого немає», — заявив Порошенко. У відповідь на ці звинувачення Речинський заявив, що подає проти Порошенка позов на мільйон гривень за наклеп. Про подальшу долю цього анонсованого позову нічого невідомо.
Коментуючи той факт, що Речинський у 2005 р. отримав від СБУ нову трикімнатну квартиру, Турчинов у 2012 р. заявив: «У тій нісенітниці, яку вони розповідають, мова йде про чесну порядну людину Станіслава Речинського, який дійсно зараз працює журналістом, розповідає правду про замовні справи, які робляться сьогодні в силових структурах, і цим дуже їх нервує. У той час, коли я очолював Службу безпеки, він працював керівником інформаційного управління СБУ і отримав квартиру виключно як штатний співробітник СБУ. А те, що він зараз працює журналістом і займає чесну принципову позицію, за це його треба не карати, а навпаки підтримувати».

## Публіцистична та громадська діяльність
Перший сайт Речинського існував з 2002 року під назвою "Украина криминальная".
Другий сайт Речинського існував у 2004-2007 роках під доменною назвою ord.com.ua; однак уже у 2007 році сайт було обмежено в Україні через ряд порушень, зокрема - за поширення недостовірної та наклепницької інформації, невдовзі після чого ця доменна адреса перестала належати Річинському, котрий створив новий інтернет-ресурс з новою адресою. Зберігся архів багатьох публікацій даного сайту. Наступний сайт Речинського базується уже не в Україні, а у США.
Проти Речинського було порушено кримінальну справу Генеральною прокуратурою України 1 березня 2006 року за фактом розголошення у публікаціях статей «Охота на Пукача: правда и мифы» та «Охота на Пукача: правда и мифы-2», оприлюднених в газеті «Вечірні Вісті» за 12 та 13 жовтня 2005 року № 150, 151, відомостей, що становлять державну таємницю. Відповідно до попереднього висновку Державного експерта з питань таємниць-заступника Голови СБ України генерал-лейтенанта Бєлова О. Ф. від 29.11.2005 року № 430 (зареєстрований в СБ України 29.11.2005 року за № 2580), — відомості, які містяться у вказаних статтях, становлять державну таємницю у сфері державної безпеки і охорони правопорядку, підпадають під вимоги ст. 8 Закону України «Про державну таємницю» та згідно зі ст. 4.4.4 «Зводу відомостей, що становлять державну таємницю», введеного у дію наказом Голови Служби безпеки України від 12.08.2005 року № 440, мають ступінь секретності «цілком таємно», оскільки розкривають зміст, організацію, результати здійснення комплексу оперативно-розшукових заходів, що здійснюються для пошуку і фіксації фактичних даних про вчинення особливо тяжких злочинів, розголошення яких створює загрозу національним інтересам. Встановлено, що автором означених вище статей є громадянин Речинський Станіслав Фредович, який з квітня по вересень 2005 року займав посаду начальника Управління взаємодії із засобами масової інформації та зв'язків з громадськістю СБ України, а з жовтня 2005 року працює оглядачем газети «Вечірні Вісті». Допитаний за даними обставинами як свідок, Речинський С. Ф. показав, що статті «Охота на Пукача: правда и мифы» і «Охота на Пукача: правда и мифы-2», розміщені в газеті «Вечірні Вісті» (№ 150, 151) від 12 та 13 жовтня 2005 року, написані ним. При написанні цих статей він використав надані йому невстановленою слідством особою аркуші паперу з даними щодо службового відрядження працівників СБ України до Держави Ізраїль. Проведеними слідчими діями та оперативно-розшуковими заходами встановити особу, яка надала Речинському С. Ф. відповідну інформацію, використану ним при написанні означених статей, не видалося за можливе. Допитані як свідки співробітники Управління взаємодії з засобами масової інформації та зв'язків з громадськістю Апарату Голови СБ України Кулівар Г. В., Тетеріна О. М., Морозюк В. В., Сафонова Л. Ю., Сокольвяк О. О., Кеуш Н. М., Шевчук Н. О., Зотенко Т. І. та інші, з якими Речинський працював у 2005 році, показали, кожен окремо, що їм також не відомі обставини, за яких Речинський С. Ф. написав вказані статті та якими матеріалами він при цьому користувався. Як результат, справу проти Речинського 24 травня 2007 року було закрито.
14 березня 2006 року на сайті «ОРД» з'явився датований 5 березня 2005 року протокол допиту одного з обвинувачуваних в убивстві журналіста Георгія Гонгадзе Валерія Костенка. В опублікованих матеріалах докладно описуються події 15-17 вересня 2000 року: організація і підготовка стеження за журналістом, його захоплення і безпосереднє убивство у лісі в районі міста Біла Церква. У протоколі міститься докладна інформація про те, як саме відбувалося убивство: журналіста довго душили ременем, після чого тіло скинули в заздалегідь викопану яму і підпалили. У протоколі обвинувачуваний Костенко стверджує, що не знав ні прізвища, ні роду занять людини, в убивстві якого брав участь, і був упевнений, що убиває якогось політика. Конкретним убивцею журналіста Костенко на допиті називає генерала міліції Олексія Пукача, пише «Коммерсант-Украина». Сайт не містить інформації про його творців і власників, відсутні також які-небудь вказівки на контакти з редакцією. Одним з авторів сайту, що випливає з підпису під матеріалом "Влада проти БЮТ: «чорні технології» зазначений Станіслав Речинський. До жовтня 2005 року пан Речинський очолював департамент із зв'язків із громадськістю Служби безпеки України при керівникові Турчинову. Речинський відмовляється назвати джерело одержання протоколів допиту. «У вас такі питання, як у прокуратурі! Де взяв, де взяв — знайшов! Я вас, звичайно, розумію, але джерела одержання інформації вам не назву. Я вважаю, що ця публікація, до якої я, природно, не маю ніякого відношення, дуже правильна. Те, що влада зараз усіляко засекречує справу Гонгадзе — от це неправильно», — заявив Речинський.
Також С.Речинський виявив зацікавленість у опублікуванні на сайті «ОРД» журналістського розслідування на тему вбивства у 1996 році народного депутата України Євгена Щербаня (разом з головним редактором видання «Дзеркало тижня. Україна» Юлією Мостовою та власником Інтернет-ресурсу «ОстроВ» Сергієм Гармашем). Зокрема, С.Речинський публікував матеріали розслідування автора С.Кузіна щодо становлення бізнесу Р.Ахметова, його оточення та російських зв'язків. Основним контекстом матеріалу стали оціночні судження, що ряд резонансних вбивств на Донеччині в середині 90-х років, в тому числі і Є.Щербаня, та процеси перерозподілу бізнесу в регіоні не могли відбуватись без участі і зацікавленості російської сторони. Суть публікації зводилась до формування думки, що після вбивств і подальшого перерозподілу власності в регіоні Р.Ахметов «міг бути поставлений російськими спецслужбами і ФПГ наглядаючим в регіоні», а особи з його оточення (які займають відповідальні посади в банківській, спортивній та інших сферах бізнесу компанії «СКМ») також «виконують функції російського контролю за розвитком бізнесу Р.Ахметова». У висновку матеріалу акцентовано увагу на тому, що слідство у справі вбивства Є. Щербаня має відпрацьовувати версії т. зв. «російського сліду», а не зосереджуватись на причетності до замовлення злочину Ю.Тимошенко. Далі на адресу компанії, яка забезпечує «хостинг» його Інтернет-ресурсу надійшло звернення від юристів компанії «СКМ», в якому аргументовано викладено обґрунтування недійсності багатьох фактів, наведених Інтернет-ресурсом «ord-com.ua» стосовно Р.Ахметова з погрозою подати судовий позов як на власника ресурсу, так і на компанію, яка забезпечує хостинг. Остання, в свою чергу, направила електронного листа на поштову скриньку, вказану при реєстрації ресурсу із попередженням про можливе відключення ресурсу. Згодом Речинський вирішив зняти матеріал з метою унеможливити подальші складнощі в функціюванні ресурсу.
Журналістка Валентина Якимів висловила щодо сайту Речинського ОРД таке припущення: «Говорять й про те, що основна специфіка роботи сайту ОРД — публікація скандальних замовних статей, за які керівництво сайту гребе „бабло“ лопатою. Що похвально, пан Речинський не перебирає щодо осіб, які замовляють матеріали. Серед його клієнтів і заможні бізнесмени, і політики, і представники кримінального світу. Хочеш когось очорнити — сайт ОРД завжди до ваших послуг. Щодо форми розрахунку — не обов'язково грошима, можна інформацією, яка ляже в основу майбутнього компрометуючого матеріалу на якогось не бідного бізнесмена чи відомого політика».
У 2012 р. Речинський засудив спробу усунення митрополита Володимира (Сабодана) від керівництва УПЦ: «Печально, что „синодальная смута“ вынесла на поверхность именно тех архиереев, чья публичная деятельность, мягко говоря, не способствовала росту доверия к УПЦ в обществе. И владыка Иларион, и владыка Павел известны „миру“ как своими странными хамскими выходками, так и неприличной любовью к роскоши».
На початку 2014 року активно підтримав Євромайдан. Речинський заявив наступне: «Зараз вся влада — в донецьких. І в цьому вузькому колі є центральна гілка — „сім'я“. Тому силовий варіант Януковичу, як нікому, зараз не вигідний».
3 січня 2014 р. на власному сайті «ОРД» виступив з гострою критикою Петра Порошенка, зазначивши наступне: «Только короткой памятью может объясняться тот факт, что один из создателей СДПУ (О), один из создателей Партии Регионов, человек, ставший одной из причин краха „оранжевых“, экс-министр экономического развития и торговли уже при режиме Януковича — становится одним из лидеров новой „революции“… Как по мне — появление Порошенко в числе „лидеров Майдана“ говорит о том, что Майдан „рейдерят“ и весьма успешно. И действительных лидеров пересажают или еще что похуже сделают, а в итоге к выборам останется один Порошенко в качестве единственной альтернативы Януковичу».
27 лютого 2014 року розкритикував новопризначеного главу МВС Арсена Авакова, заявивши про його неправильну політику: «Подозреваю, что в своем выборе Аваков руководствовался чьими-то чужими советами. Так вот этих советчиков точно нельзя на пушечный выстрел подпускать к руководству милицией. Потому что они своими советами сознательно или несознательно, но Авакова как министра уничтожили».
Незважаючи на заміну керівництва МВС, 3 березня 2014 року Речинський виступив з критичними заувагами: «Речинський пов'язує перші невдалі призначення у МВС із тим, що Авакову набився в помічники з кадрів хтось із міліцейського середовища, замазаний у корупції. Завдяки такому порадникові й вийшло, що в генеральські посади керівників областей сіли не чисті на руку люди, яких Аваков, до своєї честі, одразу ж звільнив. Речинський підозрює, що такі самі нечесні порадники є й у в. о. генпрокурора Олега Махніцького, які рекомендують йому таких екземплярів, як Ігор Боршуляк, на посади обласних прокурорів».
Тим не менше, вже 25 березня Речинський гостро розкритикував «Правий сектор» та «Самооборону»: «ПС і Самооборона вже довели, що вони зовсім не здатні контролювати поведінку своїх членів або тих, хто називає себе цими членами. Країна дуже швидко скочується в стан анархії і бандитизму. Це саме стан, який дуже потрібний Путіну».
17 березня 2014 року, коментуючи донецьку ситуацію, Речинський заявив: «Щодо Донбасу влада повинна домовлятися з Ахметовим. В Донецьку рішення лежать у площині політики, а не силових дій».
19 березня 2014 року заявив наступне: «Люстрація щодо високопосадовців МВС є абсолютно марною. Там просто немає чесних людей, у яких би не було зобов'язань перед купою різних злочинців».
14 квітня 2014 року, у переддень того, як у Краматорську та у Слов'янську почалася військова фаза антитерористичної операції, Речинський вперше згаданий як радник глави МВС Авакова, точна дата призначення не вказувалась. Як радник глави МВС, Речинський 14 квітня вперше виступав у спецвипуску 5-го каналу — телепрограмі «Круглий стіл» — крок до порозуміння?", висунувши проти колишнього віце-прем'єр-міністра України Олександра Вілкула звинувачення в причетності до «кришування» наркотрафіку та проституток.
Речинський визнав за необхідне ширше використовувати адвокатську діяльність. «Якщо вас у міліції починають „футболити“ чи не хочуть приймати заяву, то, згідно із законом, потрібно подати в суд на співробітників міліції; далі методично давити на МВС, ГПУ та всіх, хто намагається зашкодити процесу», — розповідає Станіслав Речинський. Він стверджує, що такі справи часто стають традиційними «висяками» (справи, що не розслідуються і «висять» довгий час, а далі закриваються). «Також я дуже добре ставлюся до ідеї зміни особового складу, але є запитання: а на кого міняти?» — додає Речинський.
25 липня 2014 р. Речинський висловився на тему тероризму: «В ближайшее время от террористов следует ожидать очередной провокации, которая будет трагичнее, чем крушение Боинга. Потому что Путину его нужно информационно перекрыть. Взорвать что-нибудь помощнее. Да так, чтобы самолет показался пустяком. И доказать миру, что опасна Украина, а не Россия».
31 липня 2014 р. Речинський заявив: «Служба в зоні АТО — це переатестація правоохоронців». Також Речинський визнав, що керівництво «беркутівців», яке треба судити за злочини проти Майдану, одразу втекло з України.
7 серпня 2014 р. Речинський заявив про терористичну загрозу щодо АЕС. Він зазначив, що дії сепаратистів направлені на підрив української економіки та не виключив спроб здійснення терористичних актів на ключових, в першу чергу енергетичних об'єктах української інфраструктури.
23 липня 2016 р., залишаючись радником глави МВС, став виступати з радикальними закликами. Зокрема, Речинський заявив: "И Президент и Премьер — воры и мародеры, потому что снимают вещи с воюющей, раненой страны (…) Нужно менять президента-вора и всю команду. Но, также понятно, что он захочет второго срока. И генпрокурор Луценко и все остальные займутся сейчас исключительно подавлением любой оппозиции. А значит — нужно готовиться к очередному Майдану.